# 岔河镇 (毕节市)
岔河镇，是中华人民共和国贵州省毕节市七星关区下辖的一个乡镇级行政单位。

## 行政区划
岔河镇下辖以下地区：
岔河村、塘丰村、亦乐村、王家坝村、木来村、戈乐村、发音村、发路村、桥边村、双华村、浅寨村、大寨村、晨思村、沙朗村和足纳村。